# 宋本
宋本（1281年—1334年），字诚夫，元朝大都（北京市）人。
宋本跟随父亲宋祯为官在江陵，问学于王奎文，跟随儒者王奎文学习性命义理之学，善为古文。自己收门人，讲学近二十年。四十岁时北还京城。元英宗至治元年（1321年）进士第一，授翰林修撰。泰定帝泰定元年（1324年），担任监察御史，以敢言称。曾几次上言，列举时弊，指出“刑政失度，民愤天怨”。调国子监丞。元文宗天历元年（1328年）升吏部侍郎。至顺元年（1330年），进奎章阁供奉学士。次年，擢升为礼部尚书。元统二年（1334年），任集贤直学士，兼国子祭酒。善诗文，历官通显，仍然租赁房屋居住。去世后，谥正献。著有《至治集》四十卷。